# George Coulouris
George Coulouris, född 1 oktober 1903 i Manchester, England, död 25 april 1989 i London, England, var en brittisk skådespelare. Hans far var en grekisk affärsman.
Han scendebuterade 1926 på Old Vic, och kom sedan till USA där han 1929 scendebuterade på Broadway. Han gjorde ett stort antal scenroller under 1930-talet och 1940-talet. Han filmdebuterade 1933, och fungerade som karaktärsskådespelare i en lång rad Hollywoodfilmer på 1940-talet. På 1950-talet spelade han teater i hemlandet England. Han gjorde film och TV-roller fram till 1985.

## Filmografi i urval
- 1940 – Allt detta och himlen därtill
- 1940 – Fy på sej pappa!
- 1941 – En sensation
- 1943 – En dag skall komma
- 1943 – De stulo mitt land
- 1944 – Blott den som längtan känt...
- 1944 – Till främmande hamn
- 1944 – En kvinnas väg
- 1945 – Jag ger mig aldrig!
- 1945 – Som hemlig agent
- 1946 – Brottsling gör revolt
- 1946 – Svarta handsken
- 1947 – Kungen från New York
- 1948 – Mannen i mörkret
- 1948 – Sov, min älskling!
- 1956 – Kompaniets svarta får
- 1958 – Jag anklagar
- 1973 – Papillon
- 1974 – Mordet på Orientexpressen
- 1976 – De sista äventyrarna
- 1976 – Baddare till badare